# Ataxia setulosa
Ataxia setulosa là một loài bọ cánh cứng trong họ Cerambycidae.